# Seznam osobností Čeljabinsku
Zde je seznam známých a významných lidí, kteří se narodili v Čeljabinsku.

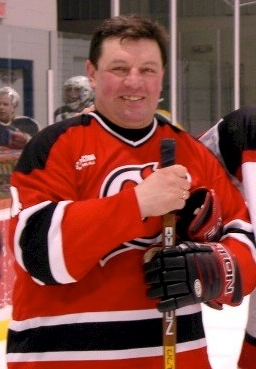
Sergej Starikov
(1958)

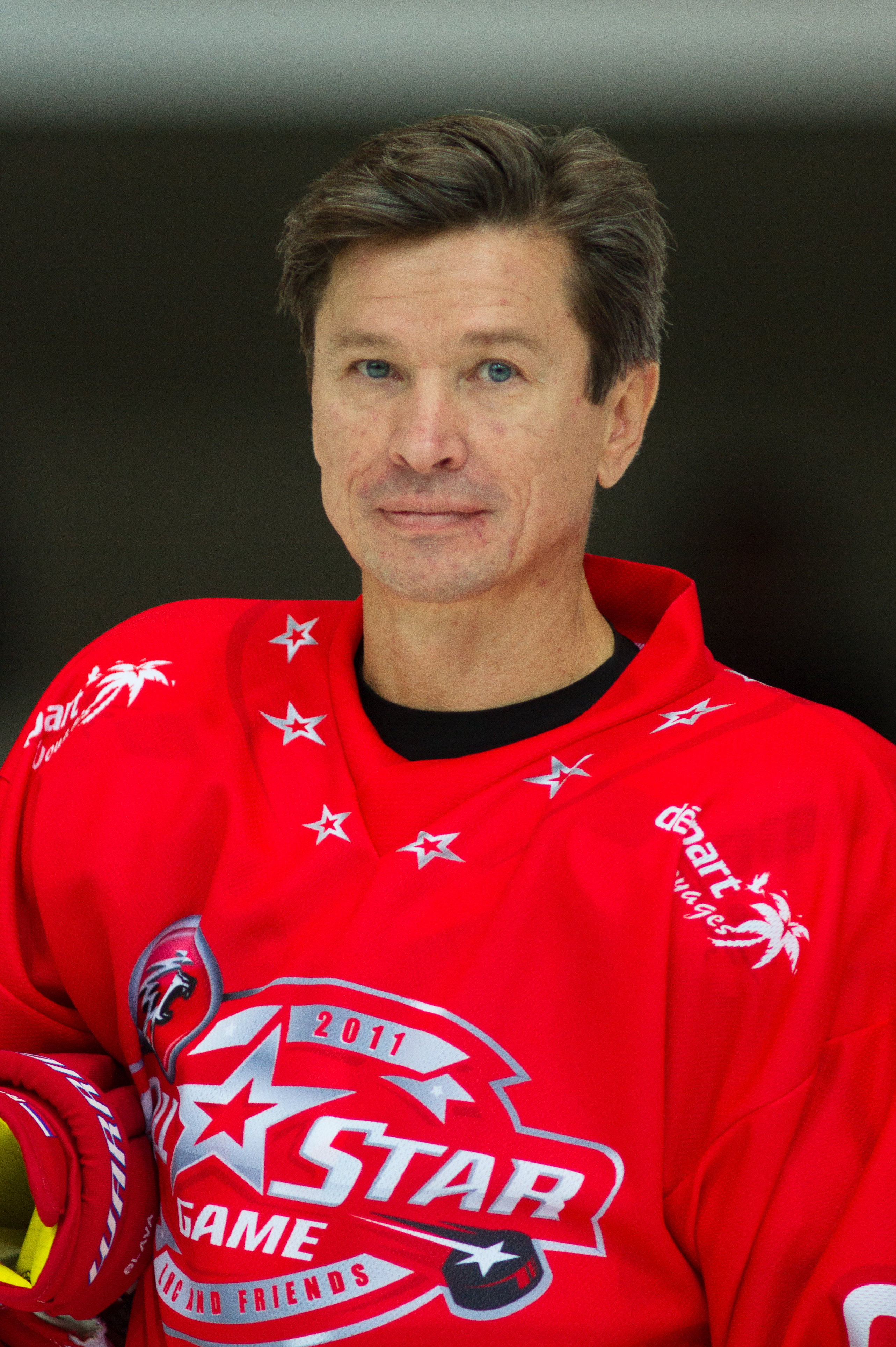
Vjačeslav Bykov
(1960)

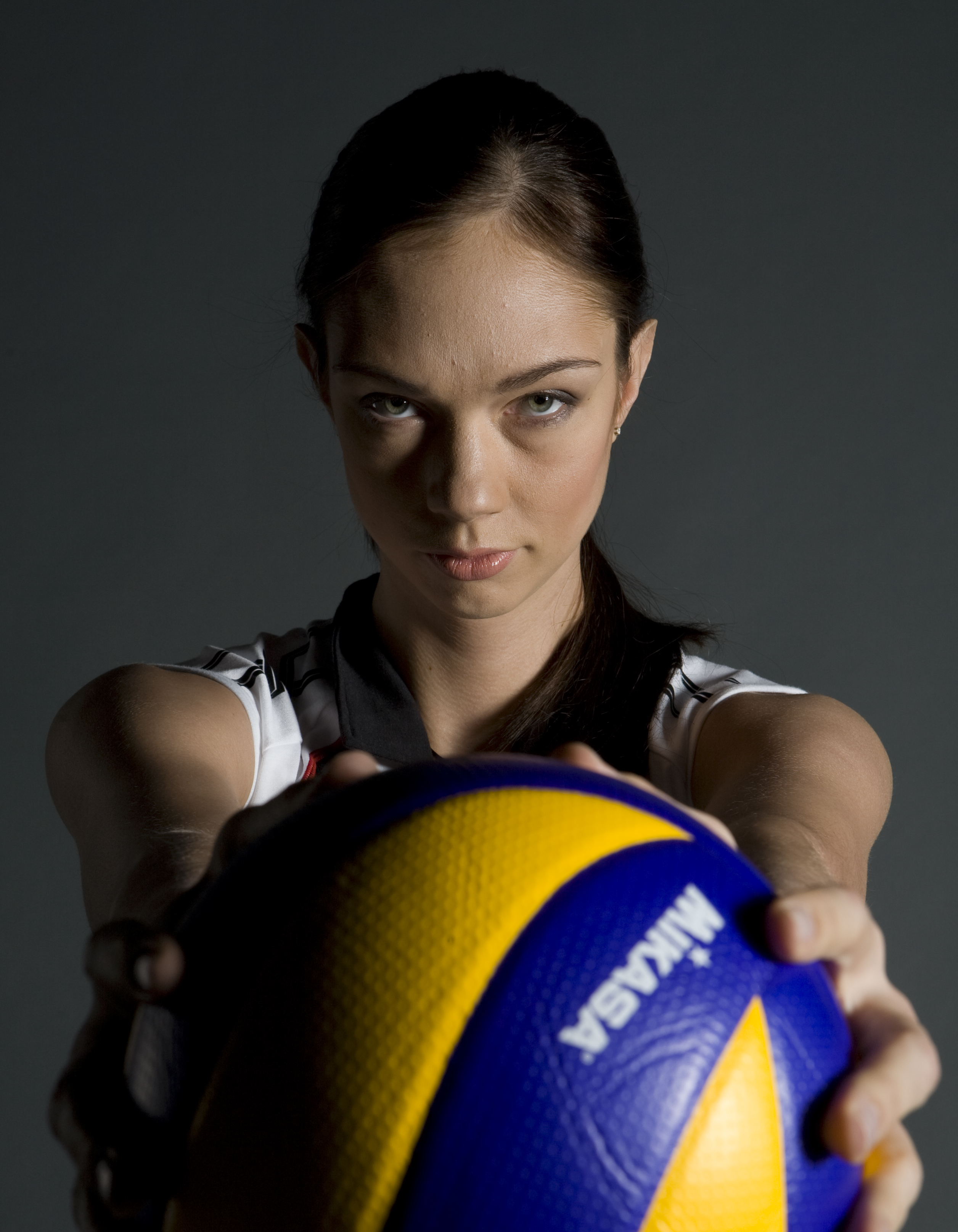
Jekatěrina Gamovová
(1980)

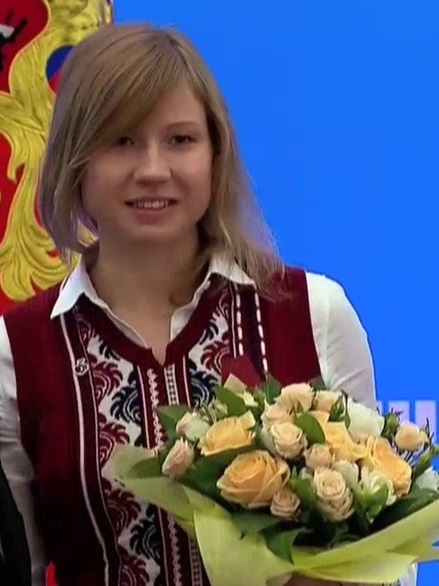
Olga Fatkulinová
(1990)

- Taťjana Sidorovová (1936), sovětská rychlobruslařka
- Eduard Sibirjakov (1941–2014), sovětský volejbalista
- Svjatoslav Belza (1942–2014), spisovatel, literární a hudební vědec a kritik
- Galina Starovojtovová (1946–1998), reformní politička a aktivistka v oblasti lidských práv
- Gennadij Timoščenko (1949), slovenský šachista
- Sergej Babinov (1955), sovětský hokejový obránce
- Sergej Makarov (1958), sovětský hokejista
- Sergej Mylnikov (1958), hokejový brankář
- Sergej Starikov (1958), hokejový obránce
- Alexandr Tyžnych (1958), hokejový brankář
- Vjačeslav Bykov (1960), sovětský hokejista
- Givi Gaurgašvili (1969–1993), reprezentant Sovětského svazu a krátce i Ruska v judu
- Svetlana Gundarenková (1969), bývalá reprezentantka Sovětského svazu a Ruska v judu a sambu
- Alina Ivanovová (1969), sovětská a později ruská atletka
- Jelena Jelesinová (1970), sovětská a později ruská atletka
- Světlana Bažanovová (1972), sovětská a ruská rychlobruslařka
- Jevgenij Rošal (1972), programátor
- Maxim Surajev (1972), kosmonaut
- Sergej Gončar (1974), hokejový obránce
- Andrèj Mezin (1974), běloruský hokejový brankář
- Andrej Nazarov (1974), hokejový útočník
- Staņislavs Olijars (1979), lotyšský atlet
- Jekatěrina Gamovová (1980), volejbalistka
- Dmitrij Kalinin (1980),  hokejový obránce
- Danis Zaripov (1981), ruský hokejový útočník
- Jevgenij Medveděv (1982), ruský hokejový obránce
- Igor Kurnosov (1985–2013), ruský šachista
- Marija Savinovová (1985), ruská atletka, běžkyně
- Ivan Uchov (1986), ruský atlet, výškař
- Jevgenij Dadonov (1989), ruský hokejový útočník
- Olga Fatkulinová (1990), ruská rychlobruslařka
- Xenija Pervaková (1991), ruská profesionální tenistka
- Jevgenij Kuzněcov (1992), ruský hokejový útočník
- Jekatěrina Alexandrovová (1994), ruská profesionální tenistka
- Valerij Ničuškin (1995), ruský hokejový útočník